# Кэйден, Эллисон
Э́ллисон Брук Кэ́йден (англ. Allison Brooke Kaden; 1 ноября 1977) — американская журналистка и телеведущая.

## Биография
Родилась 1 ноября 1977 года. Кэйден окончила Тулейнский университет, получив степень бакалавра, и Северо-Западный университет, получив степень бакалавра.
Эллисон начала свою журналистскую карьеру в начале 2000-х годов. В начале своей карьеры Кэйден работала на «News 12 The Bronx», а в 2004 году перешла на «WPIX».
С 20 мая 1993 года Эллисон замужем за Джейсоном Хоровицем. У супругов есть двое дочерей — Элла Кэйден Хоровиц (род.23.12.2007) и Зоуи Блейк Хоровиц (род.21.10.2010).